# Cléry, Savoie
Cléry är en kommun i departementet Savoie i regionen Auvergne-Rhône-Alpes i sydöstra Frankrike. Kommunen ligger i kantonen Grésy-sur-Isère som tillhör arrondissementet Albertville. År 2022 hade Cléry 374 invånare.

## Befolkningsutveckling
Antalet invånare i kommunen Cléry
| Referens: INSEE |